# Ranunculus envalirensis
Ranunculus envalirensis är en ranunkelväxtart som beskrevs av Hans Rudolph Jürke Grau. Ranunculus envalirensis ingår i släktet ranunkler, och familjen ranunkelväxter. Inga underarter finns listade i Catalogue of Life.